# Basketball-Bundesliga 1990-1991
La Basketball-Bundesliga 1990-1991 è stata la 25ª edizione del massimo campionato tedesco occidentale di pallacanestro maschile. La vittoria finale è stata ad appannaggio del TSV Bayer 04 Leverkusen.

## Risultati

### Stagione regolare

#### Gruppe Nord
|    | Squadra                 | G  | V  | P  | PF   | PS   | Pt. | Qualificazione       |
| -- | ----------------------- | -- | -- | -- | ---- | ---- | --- | -------------------- |
| 1. | TSV Bayer 04 Leverkusen | 32 | 30 | 2  | 3572 | 2873 | 60  | playoffs             |
| 2. | BG Charlottenburg       | 32 | 24 | 8  | 3086 | 2792 | 48  | playoffs             |
| 3. | Brandt Hagen            | 32 | 12 | 20 | 2973 | 3111 | 24  | playoffs             |
| 4. | TuS Bramsche            | 32 | 11 | 21 | 3227 | 3504 | 22  | playoffs             |
| 5. | Godesberger TV          | 32 | 7  | 25 | 3138 | 3445 | 14  | girone retrocessione |
| 6. | TuS Herten              | 32 | 4  | 28 | 2731 | 3499 | 8   | girone retrocessione |

#### Gruppe Süd
|    | Squadra                  | G  | V  | P  | PF   | PS   | Pt. | Qualificazione       |
| -- | ------------------------ | -- | -- | -- | ---- | ---- | --- | -------------------- |
| 1. | TTL Basketball Bamberg   | 32 | 24 | 8  | 3295 | 2986 | 48  | playoffs             |
| 2. | Steiner Bayreuth         | 32 | 23 | 9  | 3272 | 3002 | 46  | playoffs             |
| 3. | BG Stoccarda/Ludwigsburg | 32 | 19 | 13 | 3299 | 3082 | 38  | playoffs             |
| 4  | TV Germania Trier 1861   | 32 | 13 | 19 | 2732 | 2829 | 26  | playoffs             |
| 5. | SSV 1846 Ulma            | 32 | 13 | 19 | 2835 | 2975 | 26  | girone retrocessione |
| 6. | MTV 1846 Gießen          | 32 | 12 | 20 | 2985 | 3047 | 24  | girone retrocessione |

### Girone retrocessione
|    | Squadra         | G  | V  | P  | PF   | PS   | Pt. | Qualificazione                         |
| -- | --------------- | -- | -- | -- | ---- | ---- | --- | -------------------------------------- |
| 1. | MTV 1846 Gießen | 44 | 21 | 23 | 4193 | 4120 | 42  |                                        |
| 2. | SSV 1846 Ulma   | 44 | 21 | 23 | 3950 | 4024 | 42  |                                        |
| 3. | Godesberger TV  | 44 | 13 | 31 | 4305 | 4639 | 26  | retrocesse in 2. Basketball-Bundesliga |
| 4. | TuS Herten      | 44 | 5  | 39 | 3729 | 4672 | 10  | retrocesse in 2. Basketball-Bundesliga |

## Playoff
|  | Quarti di finale | Quarti di finale | Quarti di finale  |                   |                   | Semifinali       | Semifinali | Semifinali |  |  | Finali | Finali           | Finali |
|  |                  |                  |                   |                   |                   |                  |            |            |  |  |        |                  |        |
|  | N1.              | Bayer Leverkusen | 2                 |                   |                   |                  |            |            |  |  |        |                  |        |
|  | S4.              | TBB Treviri      | 0                 |                   |                   |                  |            |            |  |  |        |                  |        |
|  | S4.              | TBB Treviri      | 0                 |                   | N1.               | Bayer Leverkusen | 3          |            |  |  |        |                  |        |
|  |                  |                  |                   |                   | N1.               | Bayer Leverkusen | 3          |            |  |  |        |                  |        |
|  |                  | S2.              | Bayreuth          | 0                 |                   |                  |            |            |  |  |        |                  |        |
|  | S2.              | S2.              | Bayreuth          | 0                 | Bayreuth          | 2                |            |            |  |  |        |                  |        |
|  | S2.              |                  |                   |                   | Bayreuth          | 2                |            |            |  |  |        |                  |        |
|  | N3.              | Brandt Hagen     | 0                 |                   |                   |                  |            |            |  |  |        |                  |        |
|  |                  |                  |                   |                   |                   |                  |            |            |  |  | N1.    | Bayer Leverkusen | 3      |
|  |                  |                  | N2.               | BG Charlottenburg | 2                 |                  |            |            |  |  |        |                  |        |
|  | S1.              | Bamberga         | 2                 |                   |                   |                  |            |            |  |  |        |                  |        |
|  | N4.              | TuS Bramsche     | 0                 |                   |                   |                  |            |            |  |  |        |                  |        |
|  | N4.              | TuS Bramsche     | 0                 |                   | S1.               | Bamberga         | 1          |            |  |  |        |                  |        |
|  |                  |                  |                   |                   | S1.               | Bamberga         | 1          |            |  |  |        |                  |        |
|  |                  | N2.              | BG Charlottenburg | 3                 |                   |                  |            |            |  |  |        |                  |        |
|  | N2.              | N2.              | BG Charlottenburg | 3                 | BG Charlottenburg | 2                |            |            |  |  |        |                  |        |
|  | N2.              |                  |                   |                   | BG Charlottenburg | 2                |            |            |  |  |        |                  |        |
|  | S3.              | BSG Ludwigsburg  | 1                 |                   |                   |                  |            |            |  |  |        |                  |        |

| Basketball-Bundesliga 1990-1991   |
| --------------------------------- |
| TSV Bayer 04 Leverkusen 9º titolo |

## Premi e riconoscimenti
- MVP regular season:  Henning Harnisch, TSV Bayer 04 Leverkusen